# Calgary Signal Hill
Circonscription électorale fédérale du Canada
Calgary Signal Hill est une circonscription électorale fédérale canadienne de l'Alberta. Elle est située dans l'ouest de la ville de Calgary. 
Les circonscriptions limitrophes sont
- au nord : Calgary Crowfoot
- au nord-est : Calgary Confederation
- à l'est : Calgary-Centre
- au sud-est : Calgary Heritage
- au sud : Foothills
- à l'ouest : Yellowhead.

Elle a été créée lors du redécoupage électoral de 2012 et représentée pour la première fois lors des élections générales de 2015.
Lors du redécoupage électoral de 2022, la circonscription a perdu une partie de son territoire au nord au profit de Calgary Confederation mais s'est agrandie par une portion de territoire à l'est appartenant à Calgary-Centre.

## Députés
| Législature                                                  | Années    | Député | Député      | Parti        |
| ------------------------------------------------------------ | --------- | ------ | ----------- | ------------ |
| Calgary Signal Hill issue de Calgary-Centre et Calgary-Ouest |           |        |             |              |
| 42e                                                          | 2015–2019 |        | Ron Liepert | Conservateur |
| 43e                                                          | 2019–2021 |        | Ron Liepert | Conservateur |
| 44e                                                          | 2021–2025 |        | Ron Liepert | Conservateur |

## Résultats électoraux
|       | Candidat      | Parti             | # de voix | % des voix |
|       | Ron Liepert   | Conservateur      | +37 858,  | 60,55 %    |
|       | Kerry Cundal  | Libéral           | +19 108,  | 30,56 %    |
|       | Khalis Ahmed  | NPD               | +03 128,  | 5 %        |
|       | Taryn Knorren | Vert              | +01 586,  | 2,54 %     |
|       | Jesse Rau     | Héritage chrétien | +00160,   | 0,26 %     |
|       | Tim Moen (en) | Parti libertarien | +00679,   | 1,09 %     |
| Total | Total         | Total             | 62 519    | 100 %      |